# Джерело «Війтове»
Джерело «Війтове»  — гідрологічна пам'ятка природи місцевого значення. Розташована на території Кукавської сільської ради Могилів-Подільського району Вінницької області. 
Оголошена відповідно до Рішення Вінницького облвиконкому від 29.08.1984 р. № 371, площа - 0,01 га, перебуває у віданні Кукавської сільської ради. 
Охороняється великодебітне джерело ґрунтової води, яке живить ставок.